# Энаннатум I
Не следует путать с именем Эанатум
Энаннатум I (Э-Нанна-тум I) — правитель (энси) шумерского города-государства Лагаш, правил приблизительно в 2425 — 2400 годах до н. э., из I династии Лагаша.
Сын Акургаля, брат Эанатума.
Имя Энаннатума I известно из одной его собственной надписи на диоритовой ступке и одной посвятительной надписи его слуги на каменной головке песта. Кроме того, Энаннатум упоминается как отец следующего царя Энтемены в ряде надписей последнего.

«Для Нингирсу, лучшего воина Энлиля — Энаннатум, энси Лагаша, именем Нингирсу покоривший вражеские земли, сын Акургаля, энси Лагаша, сделал ступку для толчёного лука [и] посвятил её ради продления своей жизни Нингирсу в Энинну».— надпись на диоритовой ступке

«Баракисумун (?), слуга Энаннатума, энси Лагаша, суккаля, посвящает (головку этого песта) Нингирсу в Эннину ради его, Энаннатума, жизни».— надпись на каменной головке песта
Продолжительность правления Энаннатума неизвестна, но едва она была долгой. О его, по-видимому, неудачной войне с энси Уммы Ур-Луммой, упоминается в одной из надписей Энтемены, т. н. конусе Энтемены.
| I династия Лагаша       |                                           |                    |
| Предшественник: Эанатум | правитель Лагаша ок. 2425 — 2400 до н. э. | Преемник: Энтемена |